# Ролли, Паоло Антонио
Паоло Антонио Ролли (итал. Paolo Rolli, 1687—1764) — итальянский писатель; писал сонеты, мадригалы, элегии, отличающиеся лёгкостью и грацией; они в первый раз собраны и изданы в 1717 г. в Лондоне. Много переводил с английского, латинского и греческого языков.
Член Лондонского королевского общества (1729).